# 胰島素樣生長因子

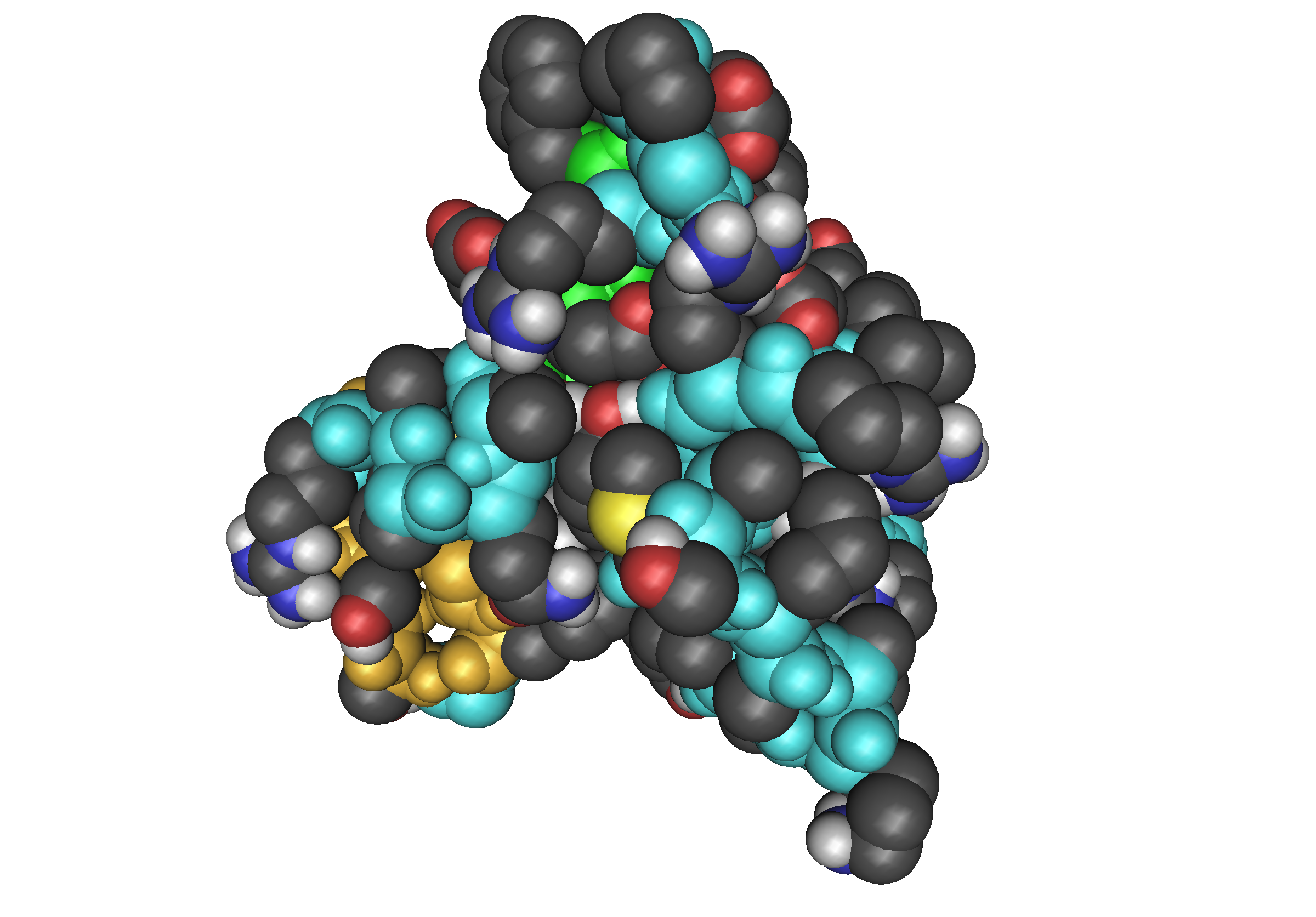
ILGF

胰島素樣生長因子（insulin-like growth factors，IGFs）又稱類胰島素生長因子，為一種與胰島素氨基酸序列高度相似的多肽激素，具有促进组织生长、调节糖代谢、参与细胞分化等作用，属于胰岛素样肽（insulin-like peptide）家族。
胰島素樣生長因子可以調控生理環境的複雜系，該系統由兩種細胞表面受體（IGF1R及IGF2R）以及兩種配體（IGF-1、IGF-2）構成。IGF-1又称“生长调节肽（somatomedin，SOM）”；IGF-2曾称“骨骼生长因子（skeletal growth factor，SGF）”。IGFs主要在肝脏产生，在胚胎期和出生后组织生长中发挥重要作用。促进骨组织和骨骼肌生长，在靶组织中产生类胰岛素的效应。
由腦垂腺分泌的生長激素能作用於肝臟並使其製造胰島素樣生長因子。

## IGF受体
胰岛素样生长因子会与多种受体相结合，如胰岛素样生长因子1（IGF-1）受体、胰岛素受体、胰岛素样生长因子2（IGF-2）受体、胰岛素受体等相关受体等其他受体。IGF-1的受体与该因子的亲和力远比胰岛素受体与它的亲和力高。正如胰岛素受体一样，IGF-1受体是一种受体酪氨酸激酶，即这种受体是通过在特定的酪氨酸分子上磷酸化来发出信号。而IGF-2受体只会与IGF-2相结合并形成“清除受体”，这意味着它们不会引发细胞内信号通路，只会起到IGF-2螯合剂的作用并阻断 IGF-2 的信号传递。

## IGF结合蛋白
IGF-1和IGF-2会被一种名为IGF结合蛋白的蛋白家族调控。这些蛋白质可以用复杂的方式调节IGF，既包括通过阻断与IGF-1受体结合来抑制IGF，也包括通过辅助递送到受体和增加IGF半衰期来促进IGF。目前，有七种表征的IGF结合蛋白（IGFBP1至IGFBP7）。同时也有有重要数据表明IGFBPs除了调节IGFs的能力外，还发挥着重要作用。比如IGF-1和IGFBP-3是具有GH依赖性的，再比如IGFBP-1是被胰岛素调节的。对于患有胰岛素缺乏症的患者，肝脏产生的IGFBP-1显著升高，而血清中生物活性IGF-1的水平也会提高。

## IGF与疾病
近期的研究表明，IGF与胰岛素在衰老中起到了重要作用。当类似与哺乳动物的胰岛素的基因被敲除时，线虫、果蝇等其他有机体的寿命大大延长了。但是，这种发现在哺乳动物身上似乎并不明显。这是因为对于小的生物体来说，它们有很多胰岛素样和IGF-1样基因；而对于哺乳动物来说，只有7种胰岛素样蛋白（包括胰岛素、各类胰岛素样生长因子、松弛素等）。人类的胰岛素样基因有着多种功能，但相互作用较少，这或许是因为人体中含有多种胰岛素受体样蛋白。低级生物体则拥有更少的受体，比如秀丽线虫只有1种胰岛素样受体。同时，IGF-1还会通过造成秀丽线虫的dauer幼虫形成来影响线虫的寿命，而这也同样无法关联到哺乳动物身上。因此，哺乳动物的IGF-1或胰岛素对衰老的干扰仍是一个开放的问题，另外也有人认为这一过程中的饮食限制现象也会与衰老相关。
其他一些研究正在揭示IGF与癌症和糖尿病等疾病的关系。比如研究表明IGF-1可以刺激前列腺癌和乳癌细胞的增长，不过研究者们对于 IGF-1对癌症风险的影响程度仍未达成共识。

## 外部連結
- Growth Factors Dr. Richard Garde Archive.today的存檔，存档日期2011-07-13
- https://translational-medicine.biomedcentral.com/articles/10.1186/1479-5876-10-224 （页面存档备份，存于）